# Камп-е Сад-Лар
Камп-е Сад-Лар (перс. کمپ سد لار) — село в Ірані, у дегестані Бала-Ларіджан, у бахші Ларіджан, шагрестані Амоль остану Мазендеран. За даними перепису 2006 року, його населення становило 187 осіб, що проживали у складі 62 сімей.

## Клімат
Середня річна температура становить 5,90 °C, середня максимальна – 22,45 °C, а середня мінімальна – -11,95 °C. Середня річна кількість опадів – 212 мм.
| Клімат поселення                              | Клімат поселення | Клімат поселення | Клімат поселення | Клімат поселення | Клімат поселення | Клімат поселення | Клімат поселення | Клімат поселення | Клімат поселення | Клімат поселення | Клімат поселення | Клімат поселення | Клімат поселення |
| Показник                                      | Січ.             | Лют.             | Бер.             | Квіт.            | Трав.            | Черв.            | Лип.             | Серп.            | Вер.             | Жовт.            | Лист.            | Груд.            |                  |
| Середній максимум, °C                         | −3,14            | −2,09            | 2,63             | 10,12            | 14,88            | 18,89            | 22,45            | 22,21            | 18,64            | 12,96            | 6,94             | 0,95             |                  |
| Середня температура, °C                       | −7,56            | −6,49            | −1,77            | 5,70             | 10,48            | 14,49            | 17,76            | 17,52            | 13,95            | 8,27             | 2,25             | −3,75            |                  |
| Середній мінімум, °C                          | −11,95           | −10,9            | −6,19            | 1,29             | 6,06             | 10,06            | 13,06            | 12,82            | 9,25             | 3,57             | −2,46            | −8,46            |                  |
| Норма опадів, мм                              | 21               | 25               | 42               | 35               | 28               | 7                | 6                | 3                | 2                | 11               | 14               | 18               |                  |
| Середньомісячна швидкість вітру, м/с          | 1.10             | 1.90             | 2.50             | 2.35             | 2.44             | 2.25             | 2.04             | 1.82             | 1.81             | 1.87             | 1.73             | 1.22             |                  |
| Середньомісячна сонячна радіація, кДж/м²·день | 9532             | 12085            | 14456            | 17684            | 21684            | 25802            | 25591            | 23329            | 20091            | 14741            | 10808            | 8909             |                  |
| --------------------------------------------- | ---------------- | ---------------- | ---------------- | ---------------- | ---------------- | ---------------- | ---------------- | ---------------- | ---------------- | ---------------- | ---------------- | ---------------- | ---------------- |
| Джерело:                                      |                  |                  |                  |                  |                  |                  |                  |                  |                  |                  |                  |                  |                  |